# Hans Schmidt (Philosoph)

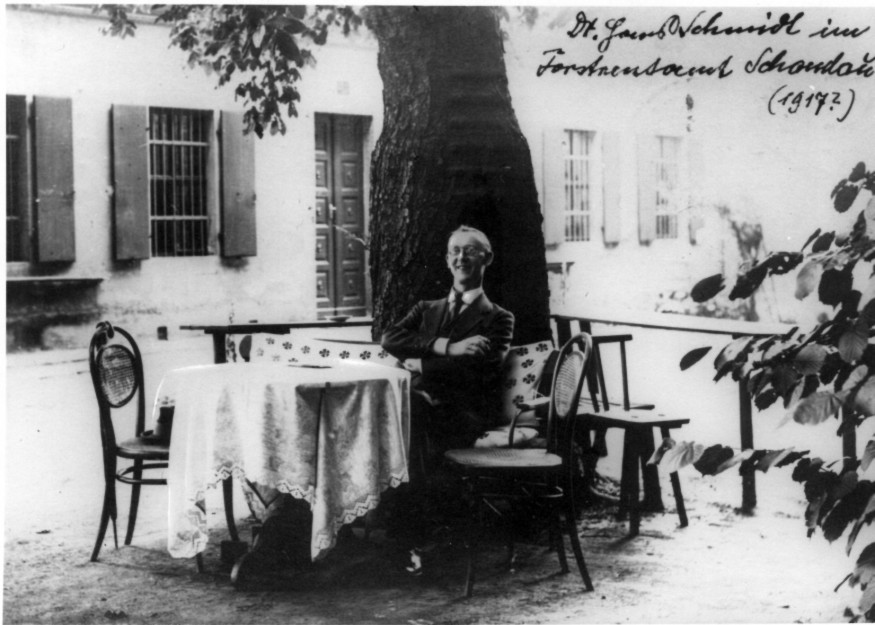
Hans Schmidt im Forstrentamt, um 1917

Hans Schmidt (geboren 17. Februar 1882 in Dresden; gestorben am 1. Mai 1933 in Erlangen), eigentlich Horst Albert Hans Schmidt, war studierter Religionshistoriker, Literator, Pädagoge und promovierter Philosoph.
Schmidt studierte ab 1906 an den Universitäten Leipzig und Jena Philosophie, Religionsgeschichte, Literatur, Musik und Pädagogik. 1910 promovierte er zum Doktor der Philosophie.  
Vom 1. April 1911 bis zu seinem Tod am 1. Mai 1933 prägte Hans Schmidt als hauptamtlicher Lehrer und Sprecher der Freireligiösen Gemeinde Nürnberg und Fürth (ab 1927 Bund für Geistesfreiheit) Inhalte und Erscheinungsbild in der Öffentlichkeit. Er betreute auch die freireligiösen Gemeinden in Erlangen, Bamberg, Schwabach und Schweinfurt. 
Besonders gelobt wurden seine „lichtvollen Sonntagsansprachen im Rahmen der vielbeachteten und von ihm meisterhaft gestalteten freireligiösen Morgenfeiern“, mit deren Hilfe er „selbst unter gläubigen Christen und Israeliten“ Anhänger gefunden habe. Für seine Ansprachen wählte er nicht nur philosophische, sondern auch literarische und musikalische Themen. Seine Gemeindeverwaltungsarbeit und vor allem auch die Kindererziehung im freireligiösen Weltanschauungs- und Sittenunterricht fanden große Anerkennung. In zahllosen Feier- und Bestattungsreden, Artikeln und Ansprachen setzte sich der Sozialdemokrat für Glaubens- und Gewissensfreiheit sowie für einen bedingungslosen Pazifismus ein. 
Am 1. Mai 1933 setzte ein Herzinfarkt am Erlanger Bahnhof seinem Leben ein Ende. 3000 Menschen wohnten seiner Einäscherungsfeier auf dem Nürnberger Westfriedhof bei. 1982 benannte die Stadt Nürnberg eine Straße nach Hans Schmidt. 
Sein umfangreicher Nachlass wird heute als Hans-Schmidt-Archiv beim HVD Bayern verwahrt. Er umfasst neben vielen Unterlagen und seinen veröffentlichten Büchern auch Hunderte von Notizzetteln für Reden sowie Gedichte und Theaterstücke. Besonders wertvolle historische Quelle ist sein lückenlos erhaltenes Tagebuch von der Aufnahme seines Studiums bis zum Vortag seines Todes.